# Microdon pictulipennis
Microdon pictulipennis är en tvåvingeart som beskrevs av Hull 1944. Microdon pictulipennis ingår i släktet myrblomflugor, och familjen blomflugor. Inga underarter finns listade i Catalogue of Life.